# 亀田得治
亀田 得治（かめだ とくじ、1912年8月14日 - 1994年3月14日）は、日本の弁護士、政治家。北海道旭川市生まれ。日本社会党の参議院議員、日本社会党大阪府連合書記長、全国革新懇代表世話人を務めた。

## 来歴・人物
生まれてすぐ、家族が石川県に引っ越したため、少年時代を金沢市で過ごす。金沢の第四高等学校に進学。後に日本社会党委員長となる成田知巳と同じクラスで、成績は1、2位を競い合った。2人とも東京帝国大学法学部に合格。社会運動を行っていた賀川豊彦と出会い、キリスト教の洗礼を受けた。賀川牧師のもとで、当時、治安維持法違反で保釈中だった岩本りえと出会い、結婚する。戦時中は弁護士として小作争議などを担当した。
1946年、社会党に入党。1951年の党分裂の際には大阪府連合書記長として社会党左派に属した。1953年の参議院選挙に大阪地方区から立候補して当選し、以後18年間議員を務める。同輩の成田知巳委員長や日本共産党の村上弘大阪府委員長とともに社共共闘をすすめ、黒田了一大阪府知事などの当選に貢献した。しかし、1980年、社会党と公明党が連立政権構想で合意した社公合意に憤りを感じて社会党を離党。
離党後は無所属の革新統一運動に尽力し、全国革新懇の代表世話人となる。1983年の大阪府知事選挙では革新の立場から立候補するも、社会党をはじめ自民・公明・民社推薦の候補に敗れた。離党後も土井たか子委員長に対し『拝啓土井たか子殿　革新の心を洗う』と題する著書を書くなど、右傾化する社会党に警鐘を鳴らし続けた。
1994年3月14日、死去。81歳没。

## 著書
- 『拝啓土井たか子殿　革新の心を洗う』未來社、1988年。ISBN 4624300599
- 『亀田さんとりえさんからの手紙　革新の心・人間の礎』シーアンドシー・労働旬報社、1992年。ISBN 4845102668

| 議会            | 議会                             | 議会            |
| --------------- | -------------------------------- | --------------- |
| 先代 鶴園哲夫   | 参議院決算委員長 1967年 - 1968年 | 次代 木村禧八郎 |
| 先代 青木一男   | 参議院内閣委員長 1956年 - 1957年 | 次代 藤田進     |
| 先代 高田なほ子 | 参議院法務委員長 1956年          | 次代 山本米治   |